# دنیس پتریچ
دنیس پتریچ (انگلیسی: Denis Petrić؛ زادهٔ ۲۴ مهٔ ۱۹۸۸) یک دروازه‌بان فوتبال اهل اسلوونی است. او هم‌اکنون در تیم نانت بازی می‌کند.
از باشگاه‌هایی که در آن بازی کرده‌است می‌توان به اوسر و آنژه اشاره کرد.
وی همچنین در تیم‌های ملی فوتبال Slovenia U17 Slovenia U19 Serbia U21 بازی کرده است.